# Marcel Bayard (Schiff)
Die Marcel Bayard (IMO-Nummer 5220887) war ein französischer Kabelleger. Das Schiff war benannt nach Marcel Bayard (1895–1956), dem ehemaligen Chefingenieur der Telegraphie-Direktion im Ministerium für Post, Telegraphie und Telefon (PTT).

## Bau und technische Daten
Das Schiff lief am 29. Juni 1961 auf der Werft von Chantiers et Ateliers Augustin Normand in Le Havre vom Stapel und wurde im September 1961 an den Auftraggeber, das PTT-Ministerium, ausgeliefert. Es war 117,98 m (Lüa) bzw. 105,00 m (LzdL) lang und 15,49 m (auf Spanten) bzw. 15,62 m (maximal) breit, hatte 6,56 m Tiefgang und eine Seitenhöhe zum Oberdeck von 9,20 m. Es war mit 4892 BRT und 1736 NRT vermessen. Die Tragfähigkeit betrug 4448 t. Die dieselelektrische Antriebsanlage bestand aus vier einfachwirkenden 12-Zylinder-Viertakt-Schiffsdieselmotoren von Augustin Normand-MAN mit jeweils 810 kW Leistung, vier 500-Volt-Gleichstromgeneratoren mit je 715 kW Leistung, vier Gleichstrom-Elektromotoren mit je 655 kW Leistung sowie zwei Propellern, auf die jeweils 1780 PS wirkten und die mit bis zu 170/min rotierten. Die Höchstgeschwindigkeit betrug 14,5 Knoten. Zur Spezialausstattung des Schiffs gehörte ein Aktivruder des Systems Pleuger mit 221 kW Leistung. Mit seiner Bunkerkapazität von 990 m³ konnte das Schiff bis zu 55 Tage ununterbrochen auf See zubringen. Das Schiff hatte fünf Ladeluken und drei Ladebäume (1 × 5 t und 2 × 2 t). In den vier Kabeltanks mit zusammen 2280 m³ Fassungsvermögen konnten bis zu 3300 t Kabel gelagert werden. Am Bug befanden sich zwei Kabelwinschen zum Aufnehmen und Reparieren von Seekabeln, auf dem Heck eine zum Verlegen von Kabeln. Die Besatzung zählte 106 Personen (davon 13 Telekommunikations-Techniker).

## Einsätze
Das Schiff wurde vorrangig zur Wartung und Schadensbehebung von Seekabeln im Atlantik und im Mittelmeer befasst. Daneben wurde es bis 1974 sehr häufig im Mittelmeer zum Verlegen neuer Kabel eingesetzt:

### Kabelverlegearbeiten
| Strecke                                                | Verlegezeit    | Länge (km) | Repeater |
| ------------------------------------------------------ | -------------- | ---------- | -------- |
| Perpignan (Frankreich) – Oran (Algerien)               | Dezember 1961  | 1000       | 31       |
| Cannes (Frankreich) – Île-Rousse (Korsika)             | Juli 1966      | 201        | 5        |
| Perpignan/Canet-Plage (Frankreich) – Tétouan (Marokko) | August 1967    | 1405       | 39       |
| Marseille (Frankreich) – Tel Aviv (Israel)             | August 1968    | 3398       | 105      |
| Marseille – Bizerte (Tunesien)                         | Februar 1969   | 863        | 24       |
| Saint-Raphaël (Frankreich) – Saint-Tropez (Frankreich) | 1970           |            |          |
| Marseille – Beirut (Libanon)                           | Juli 1970      | 3415       | 29       |
| Beirut – Alexandria (Ägypten)                          | Juli 1972      | 694        | 20       |
| Marseille – Algier (Algerien)                          | August 1972    | 817        | 53       |
| Penmarch (Frankreich) – Casablanca (Marokko)           | August 1973    | 1917       | 92       |
| Marseille – Iraklio (Griechenland) „Ariane“            | Januar 1974    | 2474       | 122      |
| Iraklio – Larnaka (Zypern) „Aphrodite“                 | Dezember 1974  | 963        | 45       |
| Larnaka – Beirut „Adonis“                              | Dezember 1974  | 219        | 10       |
| Palma (Mallorca) – Algier                              | September 1975 | 340        | 17       |
| La Seyne-sur-Mer (Frankreich) – Bastia (Korsika)       | Juni 1977      | 335        | 42       |

### Andere Arbeiten (Auswahl)
Im Juni 1965 verlegte sie die französischen Küstenanschlüsse des Transatlantikkabels TAT-4 (Transatlantisches Telefonkabel Nr. 4), das von Tuckerton im US-Bundesstaat New Jersey nach Saint-Hilaire-de-Riez an der französischen Westküste verlief.
Ebenfalls 1965 verlegte sie die HGÜ-Verbindung Sardinien-Korsika-Italien (SACOI), mit der die Stromnetze Sardiniens und Korsikas an das von Italien und somit von Kontinentaleuropa angeschlossen wurden.
In den Jahren 1965 bis 1970 (November 1965, März 1966, August–Oktober 1967, März–Mai 1969, September–Dezember 1970) und ein weiteres Mal 1976 war sie mit dem Verlegen von HGÜ-Verbindungen in Neufundland und Labrador befasst.
Im September 1968 wurde das Schiff bei der Suche nach den Trümmern der Sud Aviation Caravelle III des Air-France Flugs 1611 eingesetzt, die am 11. September 1968 mit 95 Menschen an Bord bei Nizza ins Mittelmeer gestürzt war.
Im Sommer 1969 verlegte die Marcel Bayard HGÜ-Kabel vom kanadischen Festland bei Vancouver in British Columbia und Vancouver Island.
Im Juni, August und September 1971 unternahm das Schiff, unter Charter der britischen Post Office Corporation, drei ausgedehnte bathymetrische und magnetische Forschungsfahrten zwischen Falmouth (Cornwall) und Halifax (Nova Scotia) zur Erkundung einer günstigen Route für die für 1973 geplante Verlegung des Transatlantik-Seekabels CANTAT II zwischen der Widemouth Bay in Cornwall und Beaver Harbour in Nova Scotia.
1971 führte die Marcel Bayard Spezialaufgaben bei der Einrichtung der „Azores Fixed Acoustic Range“ (AFAR) für die NATO in den Azoren durch.
1972 führte sie vorbereitende Arbeiten zur Verlegung des Telefonkabels TELPAL von Tel Aviv nach Palo Laziale (Italien) durch, 1975 Erkundungen auf der Strecke Dakar (Senegal) – Lagos (Nigeria), und 1980 Erkundungen im Südatlantik zwischen Dakar und Recife (Brasilien).
Ab 1975, als der neue Kabelleger Vercors in Dienst kam, wurde das Schiff auf Kabelreparieren im Nordatlantik im Auftrag des ACMA (Atlantic Cable Maintenance & Repair Agreement) spezialisiert.

## Ende
Am 6. Januar 1981 in La Seyne-sur-Mer brach ein durch Schweißarbeiten im Maschinenraum ausgelöstes Feuer aus, das sich schnell über das ganze, mit Kabeln beladene Schiff ausbreitete und zwei Tage lang bekämpft werden musste. Die Marcel Bayard wurde schwer beschädigt und sank schließlich am 8. Januar an ihrem Liegeplatz. Sie hatte am 7. Januar nach Bermuda auslaufen sollen, um während der nächsten sechs Monate für das ACMA („Atlantic Cable Maintenance Agreement“) Wartungsarbeiten an atlantischen Seekabeln durchzuführen. Das Wrack wurde zunächst an die „Industries Maritimes Serra Freres“ verkauft, am 1. Juli 1981 gehoben und dann zum Abbruch an „Aguilar y Peris“ in Valencia verkauft. Am 20. Oktober 1981 verließ es Toulon im Schlepp nach Valencia.
Als Ersatz für die Marcel Bayard wurde bereits am 6. Februar 1981 die Léon Thévenin bei der „Société Nouvelle des Ateliers et Chantiers du Havre et de la Rochelle-La Pallice Réunis“ in Auftrag gegeben.